# Secamone lenticellata
Secamone lenticellata är en oleanderväxtart som beskrevs av Klack.. Secamone lenticellata ingår i släktet Secamone och familjen oleanderväxter. Inga underarter finns listade i Catalogue of Life.